# Mormyrus rume
Mormyrus rume är en fiskart som beskrevs av Valenciennes, 1847. Mormyrus rume ingår i släktet Mormyrus och familjen Mormyridae.

## Underarter
Arten delas in i följande underarter:
- M. r. rume
- M. r. proboscirostris